# テンレック
テンレック（Tenrec ecaudatus）は、哺乳綱アフリカトガリネズミ目テンレック科テンレック属、もしくはその1種。本種のみでテンレック属を形成する。テンレック属はテンレック科の模式属。

## 分布
マダガスカル固有種。コモロ、セーシェル、レユニオン（フランス）、モーリシャスに移入。

## 形態
体長25–39cm。尾長0.5–1cm。体重0.5–1.5kg。アフリカトガリネズミ目最大種。全身は褐色の体毛で覆われる。尾は非常に短く、種小名 ecaudatusは「尾のない」の意。
口は大きい。歯列は門歯上顎4本、下顎6本、犬歯上下2本ずつ、小臼歯上下3本ずつ、大臼歯上下3本ずつ。
オスの犬歯は1.5cmと長く、上顎犬歯前部に窪みがあり下顎の犬歯を納めることができる。乳首の数は29で、哺乳綱では最も多い。幼獣は棘状の体毛が生え、黒と白の縦縞が入る。縦縞は保護色になると考えられている。

## 生態
森林やサバンナに生息する。夜行性。5-12月の乾季は地中に潜り休眠する。外敵に襲われると口を大きくあけ噛みつく。幼獣は背中の針状の体毛を相手に刺したり、体毛を擦り合わせて音を出し親に危険を知らせる。また外敵の物音を聞くと動きを止め周囲に溶け込み外敵から目立たなくする。
食性は雑食で、昆虫類や陸棲の貝類、ミミズ、カエル、小型爬虫類、小型哺乳類、果実等を食べる。
繁殖形態は胎生で、1回に平均20頭、最高32頭の幼獣を産む。

## 人間との関係
生息地では食用とされることもある。
ペットとして飼育されることもあり、日本にも輸入されている。